# Resolutie 619 Veiligheidsraad Verenigde Naties
Resolutie 619 van de Veiligheidsraad van de Verenigde Naties werd unaniem aangenomen door de VN-Veiligheidsraad op 9 augustus 1988. De resolutie richtte een waarnemingsmissie op om toe te zien op de wapenstilstand tussen Irak en Iran.

## Achtergrond
Tussen 1980 en 1988 waren Irak en Iran in een bloedige oorlog verwikkeld. Toen Iran begin 1982 de bovenhand haalde besloot het Irak — dat de oorlog was begonnen — binnen te vallen om er enkele heilige steden te veroveren. In Irak stootten ze echter op hevig verzet van een ingegraven vijand en het offensief mislukte. In 1983 ging Iran weer zwaar in de aanval maar opnieuw zonder succes. Het gehavende Irak wilde terug vrede sluiten maar Iran weigerde dat. De vastgelopen oorlog verplaatste zich onder meer naar de Perzische Golf. In 1984 viel Irak Iraanse olietankers aan, waarna Iran tankers aanviel die met Iraakse olie van Koeweit kwamen of van landen die Irak steunden. De meeste aanvallen werden door Iran uitgevoerd op Koeweitse tankers. In 1985-86 begon Irak zonder veel succes een offensief dat door Iran werd beantwoord door een tegenoffensief. Irak zette op grote schaal chemische en biologische wapens, in waarbij tienduizenden mensen omkwamen.

## Inhoud
De Veiligheidsraad:
- Herinnert aan resolutie 598.

1. Keurt het rapport van de secretaris-generaal over de uitvoering van paragraaf °2 van resolutie 598 goed.
2. Besluit een militaire waarnemersgroep van de VN in Iran en Irak (UNIIMOG) op te zetten.
3. Besluit ook dat die waarnemersgroep zes maanden zal bestaan.
4. Vraagt de secretaris-generaal om de Veiligheidsraad op de hoogte te houden van verdere ontwikkelingen.

## Verwante resoluties
- Resolutie 612 Veiligheidsraad Verenigde Naties
- Resolutie 616 Veiligheidsraad Verenigde Naties
- Resolutie 620 Veiligheidsraad Verenigde Naties
- Resolutie 631 Veiligheidsraad Verenigde Naties (1989)

Lijst ·  607 ·  608 ·  609 ·  610 ·  611 ·  612 ·  613 ·  614 ·  615 ·  616 ·  617 ·  618 ·  619 ·  620 ·  621 ·  622 ·  623 ·  624 ·  625 ·  626